# Patate
Patate ist eine Ortschaft und eine Parroquia urbana („städtiches Kirchspiel“) im Kanton Patate der ecuadorianischen Provinz Tungurahua. Patate ist Verwaltungssitz des gleichnamigen Kantons. Die Parroquia besitzt eine Fläche von 76,79 km². Die Einwohnerzahl der Parroquia lag im Jahr 2010 bei 8154. Für den Ort Patate wurde eine Einwohnerzahl von 2161 ermittelt.

## Geschichte
Im Jahr 1851 mit der Gründung des Kantons Santiago de Píllaro wurde Patate eine zugehörige Parroquia. Ab 1860 war Patate Teil des neu gegründeten Kantons San Pedro de Pelileo. Am 13. September 1973 wurde Patate Sitz eines eigenen Kantons.

## Lage
Patate liegt knapp 15 km ostsüdöstlich der Provinzhauptstadt Ambato an der Westflanke der Cordillera Real auf einer Höhe von 2190 m. Der nach Süden fließende Río Patate, linker Quellfluss des Río Pastaza, begrenzt die Parroquia im Westen. Im Süden reicht die Parroquia bis zum Río Pastaza unmittelbar unterhalb des Zusammenflusses dessen beider Quellflüsse.
Die Parroquia Patate grenzt im Norden an die Parroquias Los Andes und Sucre, im Osten an die Parroquia El Triunfo, im Südosten im Süden an die Parroquias Lligua und Baños des Kantons Baños de Agua Santa sowie im Westen an die Parroquia Pelileo des Kantons San Pedro de Pelileo.